# Chocolat blanc
Cet article court présente un sujet plus développé dans : chocolat.

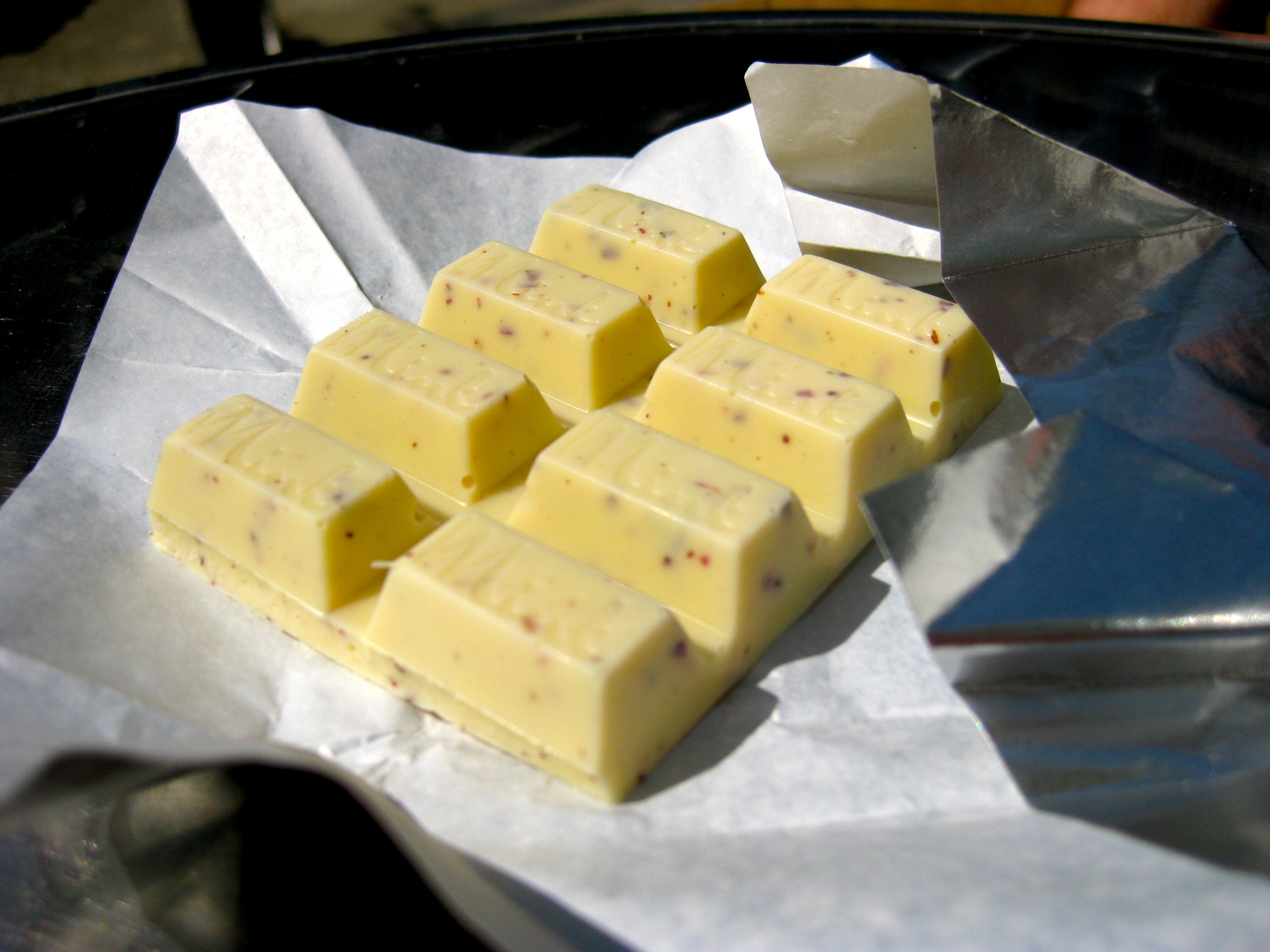
Tablette de chocolat blanc aux pétales de rose.

Le chocolat blanc est une confiserie de couleur blanc ivoire produite à partir du beurre de cacao. Il contient aussi des produits laitiers, du sucre, de la lécithine, et des arômes, mais, contrairement aux autres chocolats, pas de cacao en poudre. Le beurre de cacao est aussi utilisé dans d'autres chocolats pour qu'ils restent solides à température ambiante mais qu'ils fondent dans la bouche.

## Histoire
Le chocolat blanc a été produit pour la première fois par Nestlé en Suisse dans les années 1930 ; c’était une manière d'utiliser le surplus de beurre de cacao. Il a d'abord été distribué en Amérique en 1948, avec l'introduction des barres de chocolat Nestlé « blanc alpin », qui contiennent du chocolat blanc et des amandes. Depuis 1967, Nestlé vend du chocolat blanc sous la marque Galak.

## Réglementation
Dans l'Union européenne et en Suisse, le chocolat blanc doit contenir au minimum 20 % de beurre de cacao et au moins 14 % de matière sèche de produit laitier (lait, crème ou beurre), dont pas moins de 3,6 % de matière grasse lactique. 
Les États-Unis limitent à 55 % la proportion de produits sucrants.

## Tempérage
Pour que le chocolat blanc soit brillant, il faut le tempérer à des températures plus basses que le chocolat noir : 43 °C, 24 °C puis 28 °C ± 1 °C.

## Composition
Le chocolat blanc contient peu de cholestérol et très peu de sodium, mais beaucoup de sucre. Il apporte beaucoup d'acides gras saturés :
| Composition pour 100 g |                           |
| Calories               | 539 kcal                  |
| Glucides               | 59 g (dont 0 g de fibres) |
| Protéines              | 5,9 g                     |
| Lipides                | 32 g (dont 19 g saturé)   |
| Cholestérol            | 21 mg                     |
| Théobromine            | 0,009 mg[réf. nécessaire] |
| Sels minéraux          |                           |
| Fer                    | 0,2 mg                    |
| Potassium              | 286 mg                    |
| Magnésium              | 12 mg                     |
| Calcium                | 199 mg                    |
| Sodium                 | 90 mg                     |
| Manganèse              | 0,0 mg                    |

## Utilisation

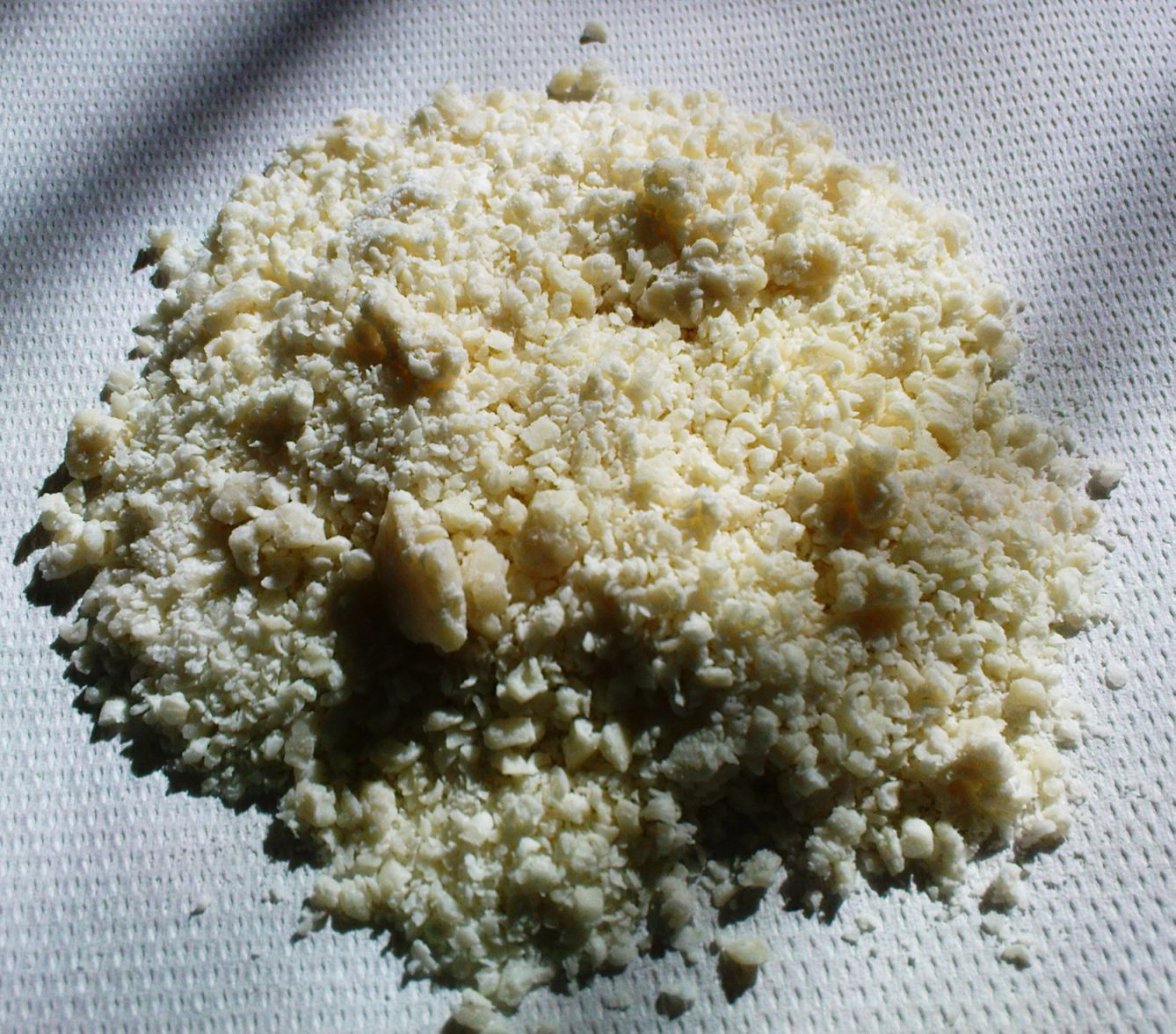
Éclats de beurre de cacao.

Le chocolat blanc est difficile à utiliser en pâtisserie. Lorsqu'il est fondu, le beurre de cacao peut parfois se diviser et créer un composé huileux qui peut être récupéré en ré-émulsifiant. Cela peut être fait par la fonte d'une petite quantité de beurre ou de chocolat et en fouettant le composé huileux. Comme pour les autres chocolats, dès que de l'eau est introduite dans le produit fondu, il se transforme rapidement en morceaux granuleux. Encore une fois, il peut être récupéré en ré-émulsifiant. 
Comme les autres chocolats, il peut être acheté en blocs, mais il peut souvent être difficile à travailler quand on doit le couper en morceaux avec un couteau, ce qui se traduit souvent par des portions inégales. L'utilisation de petits éclats est souvent une voie plus pratique pour travailler avec du chocolat blanc.
Le chocolat blanc peut être utilisé comme accompagnement avec du lait ou avec des confiseries au chocolat noir ou même de toute autre manière où d'autres chocolats pourraient être utilisés.